# Skarszów Dolny
Skarszów Dolny (kaszb. Skarszewò Dólné, niem. Unterscharsow) – osada w Polsce położona w województwie pomorskim, w powiecie słupskim, w gminie Dębnica Kaszubska, na obrzeżu Parku Krajobrazowego Dolina Słupi i nad rzeką Skotawą. Wieś wchodzi w skład sołectwa Skarszów Górny.
W latach 1975–1998 miejscowość administracyjnie należała do województwa słupskiego.

## Nazwa
Nazwa miejscowości ma charakter relacyjny i powstała przez przeniesienie z nazwy sąsiedniej miejscowości Scharsow (obecnie „Skarszów Górny”) z dodanym wyróżnikiem unter „niski, dolny”, w nazwie polskiej zachowanym i przetłumaczonym jako Skarszów Dolny.
Rada Języka Kaszubskiego proponuje kaszubską formę nazwy Skarszewò Dólné.

## Zabytki i inne ważne obiekty
- Elektrownia wodna "Skarszów Dolny" z 1922 roku
- Dawny most kolejowy na rzece Skotawie (obecnie część szlaku rowerowego)